# Eugène Cordonnier
Eugène Cordonnier (15 novembre 1892 – 3 gennaio 1967) è stato un ginnasta francese.

## Palmarès

### Olimpiadi
- Argento a Parigi 1924 nel concorso a squadre.
- Bronzo a Anversa 1920 nel concorso a squadre.